# 武夷岩茶
武夷岩茶（ぶいがんちゃ）は、中華人民共和国福建省北部の武夷山市で生産される青茶（烏龍茶）・他の種類。茶樹が山肌の風化した岩に生育しているためにこの名がある。中国十大銘茶のひとつ。
たんに岩茶（がんちゃ、いわちゃ）とも。

## 概要
福建省北部を代表する青茶であり、武夷山で作られている茶の品種は100種類を超えている。武夷山は36の峰からなり、多様な自然環境をもつため、ひとくちに「武夷山」といっても生育環境はさまざまで、異なる特色の茶樹が育ち、その茶樹のある谷や山の名前が付くことも多い。
比較的に成熟した茶葉を摘み、発酵と焙煎をしっかり行うことが伝統でもあり、岩茶特有の味わいは「岩韻（がんいん）」と呼ばれる。
青茶の中でも最も貴重な物の1つで、香木にも似た独特な芳香に富み、渋みだけでなく甘みさえ感じる物が多い。また、その香りや味わいが、数煎目まで持続するといわれる。古くは南北朝時代の南朝斉初から知られ、唐の時代には文人の孫樵が「晩甘侯」と賞美していることからも普及の度合いを知ることができる。
武夷岩茶の中には、自生している茶の樹及びその接木から作られる「大紅袍」などの著名な高級品もある。このため、一時は、隣接する江西省などを含め、産地にかかわらず武夷岩茶の名を使う例もみられたが、生産者および消費者の保護の観点から、2002年4月10日、中国国家品質監督検験検疫総局は『原産地地域産品保護規定』に基づいて、「原産地域産品専用マーク」を使用することを許可した。
これによって、「武夷岩茶」と表示できるのは、武夷山市内にある100余りの認可企業によって生産され、かつ、名岩区または丹岩区の原料を使用し、武夷岩茶としての特質、国家規格に合致しているものに限られている。また、2006年12月1日には、武夷岩茶の国家規格が改正され、原料の地区分け、茶の樹の品種分類、大紅袍の等級区分などを細かく改め、残留農薬や異物の許容量を、従来よりも厳しくした。

## 代表的な種類
四大岩茶
- 大紅袍（だいこうほう） - 「武夷岩茶の王様」とも呼ばれる。原木は樹齢400年の茶樹を含む4本だが一般には流通しておらず、原木から分けられた茶樹から取れた茶葉が流通している。
- 白鶏冠（はっけいかん） - 明の時代より知られる。茶葉が鶏の鶏冠に似ていることからの命名。
- 水金亀（すいきんき） - 茶樹の形が亀の甲羅の文様に似ていることと、茶葉に照りがあり光っている様子が黄金色の亀に見えることからの命名。
- 鉄羅漢（てつらかん） - 茶樹の形が羅漢のような姿であることから。武夷岩茶の中でも最も古い名木と言われる。